# European Bowl (korfbal)
De European Bowl was een terugkerend korfbaltoernooi van 2005 t/m 2013 voor B-landen in de Europese regio. De winnaars van deze toernooien kwalificeerden zich voor de Europese kampioenschappen voor A-landen.
Na 2013, na 4 edities, werd dit toernooi opgeheven. De reden achter de opheffing was het feit dat de Europese kampioenschappen hun deelnemersveld vergrootten, waardoor het nut van de European Bowl kwam te vervallen. 

## Overzicht European Bowls
| Jaar | Gastland                            | Goud              | Zilver           | Brons             |
| ---- | ----------------------------------- | ----------------- | ---------------- | ----------------- |
| 2005 | Catalonië                           | Catalonië         | Rusland          | Portugal          |
| 2007 | Luxemburg Servië                    | Slowakije         | Wales            | Frankrijk Servië  |
| 2009 | Luxemburg (west) Slowakije (oost)   | Wales Slowakije   | Schotland Servië | Ierland Turkije   |
| 2013 | Slowakije (midden) Nederland (oost) | Slowakije Turkije | Servië Wales     | Schotland Ierland |